# Gerečja vas
Gerečja vas este o localitate din comuna Hajdina, Slovenia, cu o populație de 534 de locuitori.